# Stephen Hodge
Stephen Hodge (nascido em 18 de julho de 1961) é um ex-ciclista australiano que competiu nos Jogos Olímpicos de Verão de 1996, representando a Austrália.